# Sweet sahumerio
«Sweet sahumerio» es una canción del grupo musical de Argentina Soda Stereo, fue escrita por los tres integrantes del grupo, Gustavo Cerati, Zeta Bosio y Charly Alberti, junto con Daniel Melero, y editada en el álbum de estudio titulado Dynamo de 1992.

## Música
El título de la canción hace referencia a una dulce práctica mística, "sweet" (inglés para dulce) y "sahumerio" es un rito religioso y esotérico, que está más relacionado con la música que con la letra.
Para lograr una atmósfera relajante, Charly toca instrumentos de percusión y además se escucha una voz como si fuera un chamán.
La letra podría referirse a un hombre que describe a una mujer practicando meditación.

## Créditos
- Gustavo Cerati: Voz y guitarra.
- Zeta Bosio: Bajo y coros.
- Charly Alberti: Percusión.
- Tweety González: Sampler y asistencia de programación.
- Sanjay Shadoriya: Tabla y padanth voice.
- Eduardo Blacher: Tambura.
- Roberto Kuczer: Sitar.

## Interpretaciones en vivo
«Sweet sahumerio» sorpresivamente nunca fue interpretada en vivo por Soda Stereo. Posteriormente, la canción fue interpretada por Gustavo Cerati en vivo durante la gira de su álbum de estudio solista Bocanada.
En el 2001, «Sweet sahumerio» fue incluida como la séptima canción en el álbum 11 episodios sinfónicos de Gustavo Cerati.
El 11 de agosto de 2022, con motivo del cumpleaños 63 del músico, «Sweet sahumerio» fue incluida como octava canción en el álbum 14 episodios sinfónicos grabado en vivo en el Auditorio Nacional de México, el 9 de febrero de 2002.